# Magnolia wolfii
Magnolia wolfii е вид растение от семейство Магнолиеви (Magnoliaceae). Видът е критично застрашен от изчезване.

## Разпространение
Разпространен е в Колумбия.